# Воронеж-45
Воронеж-45 — закрытый военный городок, расположенный на востоке Воронежской области, неподалёку от Борисоглебска.

## История и роль
Городок является объектом 12-го Главного управления Министерства обороны России (12 ГУМО), который отвечает за реализацию военной ядерно-технической политики государства и ядерное обеспечение Вооружённых сил России. На территории Воронежа-45 дислоцирована воинская часть № 14254, занимающаяся охраной ядерных объектов и сопровождением ядерного оружия.
Официально российские власти не сообщали о наличии там ядерного арсенала, и информация о содержимом объекта остаётся засекреченной. Однако, некоторые публичные лица за рубежом а также СМИ (в том числе со ссылкой на «источники, близкие к Кремлю») сообщали, что Воронеж-45 является одним из ключевых мест хранения ядерных вооружений РФ, включая портативные ядерные устройства, так называемые «ядерные ранцы».

## Комплектование и персонал
В 2020 году начальник 12-го Главного управления Министерства обороны РФ Игорь Колесников сообщил о планах перевести комплектование воинской части Воронеж-45 на контрактную основу. Ранее в состав части входили как контрактники, так и срочники, однако в связи с важностью задач, касающихся охраны и сопровождения ядерного оружия, было запланировано допускать к службе исключительно служащих по контракту.

## События 2023 года
24 июня 2023 года, в ходе мятежа Евгения Пригожина, колонна ЧВК «Вагнер» отклонилась с маршрута на трассе М-4 и направилась в сторону объекта Воронеж-45. Об этом сообщал руководитель Главного управления разведки Минобороны Украины Кирилл Буданов в интервью агентству Reuters. По его словам, бойцы ЧВК «Вагнер» пытались получить доступ к ядерным ранцам, чтобы «поднять ставки» в своём походе на Москву, но не возымели успеха.
По данным Reuters, одна из колонн ЧВК действительно повернула в сторону Воронежа-45, что было зафиксировано на видео, опубликованном воронежскими новостными порталами. Тем не менее, представители США и независимые эксперты выражают сомнение в том, что «вагнеровцы» действительно рассчитывали завладеть ядерным оружием.

## Современное положение и развитие
В 2024 году губернатор Воронежской области Александр Гусев провёл встречу с офицерским составом, на которой обсуждались планы по развитию городка. Он сообщил о готовящихся планах по созданию зелёных зон и игровых площадок для детей, а также о модернизации коммунальной инфраструктуры, включая водопровод и канализацию (пока – на уровне подготовки проектной документации). На проектирование и реализацию инфраструктурных проектов в 2024 году были выделены дополнительные средства, при этом, по данным издания «Блокнот Воронеж», на 2024 год на обновление городка уже было потрачено 140,3 млн рублей, и запланировано ещё 17 млн руб.